# Não Precisa
"Não Precisa" é uma canção gravada pela cantora e compositora mineira Paula Fernandes em parceria com a dupla Victor & Leo, sendo composta pelo primeiro. A canção foi lançada como segundo single do seu primeiro álbum ao vivo e quarto no geral.
A canção fez parte da trilha-sonora da novela das sete Morde & Assopra da Rede Globo.

## Paradas
| Paradas (2011)                     | Melhor posição |
| ---------------------------------- | -------------- |
| Brasil — Billboard Hot 100 Airplay | 2              |
| Portugal — Billboard Portugal      | 10             |